# Александър Иванов (политик)
Александър Койчев Иванов е български политик и икономист от ГЕРБ. Народен представител от ГЕРБ в XLIV, XLVI, XLVII, XLVIII и XLIX народно събрание.

## Биография
Александър Иванов е роден на 29 август 1982 г. в град Бургас, Народна република България. Завършва Националната финансово-стопанска гимназия в София, след което записва специалност „Икономика“ в Университета „Проф. д-р Асен Златаров“ в Бургас. Придобива три магистърски степени – по икономика и счетоводство и контрол във Великотърновския университет „Св. св. Кирил и Методий“ и здравен мениджмънт в Медицинския университет в София.
През годините е работил в престижни международни компании и е заемал ръководни позиции. Отговарял е за одита на КПМГ, Ърнъст и Янг, Филип Морис, занимавал се с финансите на биофармацевтичната компания „АстраЗенека“. Бил е и директор на отдел „Вътрешен контрол“ на PvH Corp. – Амстердам, Холандия.